# 玉心流
玉心流（ぎょくしんりゅう）とは、江戸時代の佐々木暉頼（佐々木五郎衛門）が開いた柔術の流派である。
養正館武道を開いた合気道家・柔道家の望月稔は、当流も学んで養正館武道を開いた。
なお、現在、初見良昭が宗家を称している玉心流骨法術は室町時代の佐々木貞安を開祖とする同名別流である。